# Judah Friedlander
Judah Friedlander (Gaithersburg, 16 maart 1969) is een Amerikaans komiek en acteur. Zijn personages kenmerken zich doorgaans door een weinig hygiënisch voorkomen, grote brillen en goedkoop aandoende petten. Hij won in 2009 een Screen Actors Guild Award samen met de gehele cast van 30 Rock, waarin hij van 2006 tot en met 2013 Frank Rossitano speelde.
Friedlander maakte in 2000 zijn filmdebuut met een naamloos rolletje in de mockumentary Endsville. Sindsdien verscheen hij in meer dan 25 films. Hierin speelt hij behalve 'gewone' rollen ook met regelmaat personages die in één scène voorkomen, maar daarin wel opvallen door hun voorkomen en/of gedrag. In 30 Rock draagt Friedlander als Frank Rossitano in elke aflevering een pet met een andere tekst daarop, zoals mystery solver, e.s.p. tutor, ninja expert, feelin 'it, handy man en world champion.

## Filmografie
*Exclusief televisiefilms
| - Can You Keep a Secret? (2019) - Hot Air (2018) - Star Wars: Episode VII: The Force Awakens (2015) - Waco Valley (2015) - Ping Pong Summer (2014) - Return to Nuke 'Em High Volume 1 (2013) - Epic (2013, stem) - Rio (2011, stem) - Beware the Gonzo (2010) - Cabin Fever 2: Spring Fever (2009) - I Hate Valentine's Day (2009) - Feast II: Sloppy Seconds (2008) - The Wrestler (2008) - Meet Dave (2008) - The Proctor (2007) - Chapter 27 (2007) - Full Grown Men (2006) - The Cassidy Kids (2006) - Live Free or Die (2006) | - Date Movie (2006) - The Darwin Awards (2006) - Feast (2005) - The Unseen (2005) - Pizza (2005) - Southern Belles (2005) - Duane Hopwood (2005) - Bad Meat (2004) - Starsky & Hutch (2004) - Along Came Polly (2004) - The Janitor (2003) - American Splendor (2003) - The Trade (2003) - Showtime (2002) - How High (2001) - Zoolander (2001) - Wet Hot American Summer (2001) - Meet the Parents (2000) - Endsville (2000) |

## Televisieseries
*Exclusief eenmalige gastrollen
- Unbreakable Kimmy Schmidt - Gordy (2017, twee afleveringen)
- Bordertown - stem Sanford Buckwald (2016, dertien afleveringen)
- 30 Rock: Frank vs. Lutz - Frank Rossitano (2009-2010, zeven afleveringen)
- 30 Rock - Frank Rossitano (2006-2013, 138 afleveringen)
- Wonder Showzen - Crickey (2006, twee afleveringen)
- LateLine - Techie (1999, drie afleveringen)